# Юдалл, Марк
Марк Эмери Юдалл (родился 18 июля 1950 года; Тусон, Аризона) — американский политический деятель. Старший сенатор от штата Колорадо и член Демократической Партии. С 1999 по 2009 в Палате представителей США, до этого избирался Палату Представителей Колорадо.
Родился в г. Тусон, штат Аризона. Сын Морриса «Мо» Юдалла — бывшего конгрессмена от штата Аризона и участника президентских праймериз демократической партии 1976 года. Является кузеном сенаторов Тома Юдалла (от штата Нью-Мексико) и Майка Ли (сенатор от штата Юта), а также Гордона Смита — бывшего сенатора от штата Орегон.
В январе 2008 года Юдалл признался, что был в 1972 году уличен в употреблении марихуаны и провел один год под надзором.
Потерпел поражение от Кори Гарднера на выборах в Сенат 4 ноября 2014 года.